# Fears
Fears är en låt från 2008 av den amerikanske musikern Serj Tankian. Låten finns endast som digital nedladdning och den släpptes genom Amnesty International i deras kampanj 2008 Global Write-a-Thon, som pågick den 5–14 december 2008.
Serj hade följande att säga om Amnesty Internationals kampanj:
| ”              | Amnesty International och deras medlemmars styrka har förverkligat det faktum att flera samvetsfångar har släppts och det har även lett till att det nu finns rättvisa på platser där det borde ha funnits rättvisa för länge sedan. Brevkampanjen har varit ett väsentligt vapen i denna kamp. Den har hållit hoppet uppe för alla de som har fängslats på falska grunder och den har även hållit flera juridiska regeringar i schack, inräknat vår egen. | „ |
| – Serj Tankian | |   |

## Låtlista
Alla låtar är skrivna och komponerade av Serj Tankian, om inte annat anges. 
| Nr | Titel | Längd |
| -- | ----- | ----- |
| 1. | Fears | 3:17  |